# Rio Preto da Eva (vattendrag i Brasilien, lat -3,13, long -59,28)
Rio Preto da Eva (portugisiska: Rio Prêto da Eva) är ett vattendrag i Brasilien.   Det ligger i delstaten Amazonas, i den centrala delen av landet, 1 900 km nordväst om huvudstaden Brasília.
I omgivningarna runt Rio Preto da Eva växer i huvudsak städsegrön lövskog. Runt Rio Preto da Eva är det ganska tätbefolkat, med 83 invånare per kvadratkilometer.